# Miltiadis Tentoglou
Miltiadis Tentoglou (n. 18 martie 1998, Salonic, Grecia) este un săritor în lungime ce a reprezentat Grecia, medaliat olimpic. A participat la trei ediții ale Jocurilor Olimpice (2016, 2020, 2024) în care a câștigat două medalii de aur. În anii 2022 și 2023 a devenit campion mondial.

## Palmares
| An   | Competiție                              | Locație                    | Loc | Note   |
| ---- | --------------------------------------- | -------------------------- | --- | ------ |
| 2015 | Campionatul Mondial de Juniori (sub 18) | Cali, Columbia             | 5   | 7,66 m |
| 2016 | Campionatul Mondial de Juniori          | Bydgoszcz, Polonia         | 2   | 7,91 m |
| 2016 | Jocurile Olimpice                       | Rio de Janeiro, Brazilia   | 27  | 7,64 m |
| 2017 | Campionatul European pe Echipe          | Villeneuve d'Ascq, Franța  | 5   | 7,76 m |
| 2017 | Campionatul European de Juniori         | Grosseto, Italia           | 1   | 8,07 m |
| 2017 | Campionatul Mondial                     | Londra, Marea Britanie     | 19  | 7,79 m |
| 2018 | Campionatul Mondial în sală             | Birmingham, Marea Britanie | 9   | 7,82 m |
| 2018 | Campionatul European                    | Berlin, Germania           | 1   | 8,25 m |
| 2018 | Cupa Continentală                       | Ostrava, Cehia             | 2   | 8,00 m |
| 2019 | Campionatul European în sală            | Glasgow, Marea Britanie    | 1   | 8,38 m |
| 2019 | Campionatul European de Tineret         | Gävle, Suedia              | 1   | 8,32 m |
| 2019 | Campionatul European pe Echipe          | Bydgoszcz, Polonia         | 1   | 8,30 m |
| 2019 | Campionatul Mondial                     | Doha, Qatar                | 10  | 7,79 m |
| 2021 | Campionatul European în sală            | Toruń, Polonia             | 1   | 8,35 m |
| 2021 | Jocurile Olimpice                       | Tokio, Japonia             | 1   | 8,41 m |
| 2022 | Campionatul Mondial în sală             | Belgrad, Serbia            | 1   | 8,55 m |
| 2022 | Campionatul Mondial                     | Eugene, Statele Unite      | 2   | 8,32 m |
| 2022 | Campionatul European                    | München, Germania          | 1   | 8,52 m |
| 2023 | Campionatul European în sală            | Istanbul, Turcia           | 1   | 8,30 m |
| 2023 | Campionatul European pe Echipe          | Chorzów, Polonia           | 1   | 8,34 m |
| 2023 | Campionatul Mondial                     | Budapesta, Ungaria         | 1   | 8,52 m |
| 2024 | Campionatul Mondial în sală             | Glasgow, Marea Britanie    | 1   | 8,22 m |
| 2024 | Campionatul European                    | Roma, Italia               | 1   | 8,65 m |
| 2024 | Jocurile Olimpice                       | Paris, Franța              | 1   | 8,48 m |